# First Sting
First Sting es el primer álbum en video de la banda alemana de hard rock y heavy metal Scorpions, publicado en 1985 por PolyGram Music Video en los Estados Unidos y por Picture Music en Europa. Primero salió a la venta en Europa y el 2 de julio de 1985 en los Estados Unidos. El video lo integra los cuatro videoclips oficiales publicados hasta ese momento: «Rock You Like a Hurricane», «No One Like You», «Still Loving You» y «I'm Leaving You».
La revista británica Music Week reseñó que los videos musicales entregan el «típico tormento del infierno» de la banda y tanto la calidad de la imagen como del audio es excelente, por lo que resaltan el «toque de clase» del video. El 11 de mayo de 1985 debutó en la lista Music Week Music Video en el puesto 16 y para la semana del 1 de junio consiguió como máxima posición la casilla 4. En los Estados Unidos, el 31 de agosto debutó en el lugar 19 en el Top Music Videocassettes de la revista Billboard y para el 14 de septiembre alcanzó el 15. Por su parte, el 12 de octubre del mismo año obtuvo el octavo lugar en el Top 15 Music Videocassettes de Cashbox.

## Lista de canciones
| N.º | Título                      | Escritor(es)              | Duración |  |
| 1.  | «Rock You Like a Hurricane» | Schenker, Meine, Rarebell | 4:13     |  |
| 2.  | «No One Like You»           | Schenker, Meine           | 3:55     |  |
| 3.  | «I'm Leaving You»           | Schenker, Meine           | 4:50     |  |
| 4.  | «Still Loving You»          | Schenker, Meine           | 4:22     |  |

## Posicionamiento en listas musicales
| País           | Lista (1985)                        | Posición |
| -------------- | ----------------------------------- | -------- |
| Estados Unidos | Billboard Top Music Videocassettes  | 15       |
| Estados Unidos | Cashbox Top 15 Music Videocassettes | 8        |
| Reino Unido    | Music Week Music Video              | 4        |

## Créditos
| - Klaus Meine: voz - Rudolf Schenker: guitarra rítmica y líder - Matthias Jabs: guitarra líder y rítmica - Francis Buchholz: bajo - Herman Rarebell: batería | - Dieter Dierks: producción - David Mallet: dirección en «Rock You Like a Hurricane» - Hart Perry: dirección en «No One Like You» y «Still Loving You» - Martin Kahan: dirección en «I'm Leaving You» |

Fuente: Contraportada de First Sting